# Чешма на улица „Иродотос“
Чешмата на улица „Иродотос“ (на гръцки: Kρήνη στην οδό Ηροδότου) е историческа османска чешма в македонския град Солун, Гърция.
Чешмата е разположена в Горния град - бившата турска махала, на малко площадче на улица „Иродотос“ и „Атина“. Чешмата е реставрирана, като фасадата е възстановена, а коритото е оригинално. В повечето османски чешми коритата са от антични, предимно римски саркофази.